# U.S. Marshals - Caccia senza tregua
(Tagline del film)
U.S. Marshals - Caccia senza tregua (U.S. Marshals) è un film del 1998, diretto da Stuart Baird e interpretato da Tommy Lee Jones, Wesley Snipes e Robert Downey Jr.

## Trama
La squadra di marshal guidata dall'agente Sam Gerard viene incaricata di dare la caccia a Mark Roberts, definito un pericoloso assassino. La squadra viene affiancata da John Royce, un altro agente federale appartenente ai servizi di sicurezza diplomatici, nei cui confronti Gerard all'inizio non nutre molta fiducia. Con Roberts costantemente braccato da Gerard e compagni, Gerard scopre che in realtà anche Roberts è un agente, tale Mark Sheridan, ex marine ed ex agente CIA. Sheridan è accusato di aver ucciso due addetti al servizio segreto diplomatico all'interno del garage dell'ONU, mentre questi erano sulle tracce di una spia cinese assoldata per rubare documenti segreti.
Solo dopo un lungo inseguimento, Sheridan viene ferito da Royce e arrestato. Portato in ospedale, qui Gerard comprende come Sheridan sia in realtà innocente mentre il vero colpevole è proprio Royce, il quale in precedenza aveva ucciso un membro della squadra di Gerard. Lo scontro fra i due avviene nella stanza di ospedale di Sheridan, dove Gerard uccide Royce. Sheridan viene riabilitato e torna a essere a tutti gli effetti un libero cittadino, mentre Gerard e la sua squadra si prendono una serata per ricordare il loro compagno e risollevare il morale del gruppo.

## Produzione
Dopo Il fuggitivo del 1993, questo è il secondo e ultimo film in cui compare il personaggio dell'agente degli U.S. Marshals Samuel "Sam" Gerard, grazie a cui Tommy Lee Jones ha vinto l'Oscar al miglior attore non protagonista nel 1994. Oltre a Gerard ritroviamo anche gli altri membri della sua squadra apparsi sempre ne Il fuggitivo.
Realizzato dagli stessi produttori de Il fuggitivo, il film riprende lo schema narrativo di quest'ultimo, anche se più che di un sequel si tratta di uno spin-off: infatti questa volta i protagonisti della pellicola sono gli inseguitori, ovvero Gerard e la sua squadra.

## Riconoscimenti
- 1999 – Blockbuster Entertainment Awards[3]
  - Candidatura per la miglior coppia in un film d'azione/di avventura a Tommy Lee Jones e Wesley Snipes